# Euplexaura nuttingi
Euplexaura nuttingi is een zachte koraalsoort uit de familie Plexauridae. De koraalsoort komt uit het geslacht Euplexaura. Euplexaura nuttingi werd in 1919 voor het eerst wetenschappelijk beschreven door Kükenthal. 